# La Folletière
La Folletière és un municipi francès situat al departament del Sena Marítim i a la regió de Normandia. L'any 2007 tenia 66 habitants.

## Demografia

### Població
El 2007 la població de fet de La Folletière era de 66 persones. Hi havia 25 famílies de les quals 4 eren unipersonals (4 homes vivint sols), 8 parelles sense fills i 13 parelles amb fills.
La població ha evolucionat segons el següent gràfic:
Habitants censats

### Habitatges
El 2007 hi havia 29 habitatges, 25 eren l'habitatge principal de la família, 1 era una segona residència i 2 estaven desocupats. Tots els 29 habitatges eren cases. Dels 25 habitatges principals, 19 estaven ocupats pels seus propietaris i 6 estaven llogats i ocupats pels llogaters; 4 tenien tres cambres, 2 en tenien quatre i 19 en tenien cinc o més. 23 habitatges disposaven pel capbaix d'una plaça de pàrquing. A 9 habitatges hi havia un automòbil i a 16 n'hi havia dos o més.

### Piràmide de població
La piràmide de població per edats i sexe el 2009 era:
| Homes | Edats   | Dones |
| ----- | ------- | ----- |
| 4     | 95 o +  | 0     |
| 0     | 90 a 94 | 0     |
| 0     | 85 a 89 | 0     |
| 0     | 80 a 84 | 0     |
| 0     | 75 a 79 | 0     |
| 0     | 70 a 74 | 0     |
| 4     | 65 a 69 | 0     |
| 0     | 60 a 64 | 0     |
| 0     | 55 a 59 | 4     |
| 4     | 50 a 54 | 4     |
| 8     | 45 a 49 | 0     |
| 0     | 40 a 44 | 8     |
| 0     | 35 a 39 | 0     |
| 0     | 30 a 34 | 0     |
| 0     | 25 a 29 | 0     |
| 4     | 20 a 24 | 0     |
| 4     | 15 a 19 | 4     |
| 4     | 10 a 14 | 4     |
| 0     | 5 a 9   | 0     |
| 0     | 0 a 4   | 0     |

## Economia
El 2007 la població en edat de treballar era de 43 persones, 34 eren actives i 9 eren inactives. Les 34 persones actives estaven ocupades(20 homes i 14 dones).. De les 9 persones inactives 4 estaven jubilades, 2 estaven estudiant i 3 estaven classificades com a «altres inactius».
Activitats econòmiques
L'únic establiment que hi havia el 2007 era d'una empresa de fabricació d'altres productes industrials.
L'any 2000 a La Folletière hi havia 3 explotacions agrícoles que ocupaven un total de 231 hectàrees.

## Poblacions més properes
El següent diagrama mostra les poblacions més properes.